# 25001 Pacheco
25001 Pacheco è un asteroide della fascia principale. Scoperto nel 1998, presenta un'orbita caratterizzata da un semiasse maggiore pari a 2,6008926 UA e da un'eccentricità di 0,2845897, inclinata di 18,98131° rispetto all'eclittica.
L'asteroide è dedicato all'astronomo spagnolo Rafael Pacheco Hernandez.